# Аквавива
Аквавива (итал. Acquaviva) је насеље и седиште истоимене општине у оквиру Републике Сан Марина, једне од најмањих у Европи.

## Природни услови
Аквавива се налази у западном делу Сан Марина и на 22 километра од првог већег града Риминија. Надморска висина средишта општине је 237 метара.

## Становништво
Општина Аквавива је по последњим проценама из 2010. године имала 2.048 ст. Протеклих деценија број становника у општини расте.
Аквавива се дели на два села: Гвардићиоло и Ла Сера.